# Reavivamento da Rua Azusa
O Reavivamento da Rua Azusa, também chamado avivamento da Rua Azusa, foi um evento de expressão cristã pentecostal  que se deu em Los Angeles, Califórnia, liderada por William Joseph Seymour, um pregador afro-americano. Teve início com uma reunião em 14 de Abril de 1906 em um prédio que fora da Igreja Metodista Episcopal Africana e continuou até meados de 1915. O reavivamento foi caracterizado por experiências de glossolalia (um fenômeno de psiquiatria e de estudos da linguagem, em geral ligado a situações de fervor religioso, em que o indivíduo crê se expressar em uma língua desconhecida, por ele tida como de origem divina), cultos de adoração e mistura inter-racial. Os participantes foram criticados pela mídia secular e por teólogos cristãos por seu comportamento considerado escandaloso e pouco ortodoxo, especialmente para a época. Hoje, o reavivamento é considerado pelos historiadores como o principal catalisador para a propagação do pentecostalismo no século XX.

## História

### Avivamento de Gales
Em 1904 aconteceu  O Avivamento do País de Gales, durante o qual aproximadamente 100 000 pessoas de Gales se uniram ao movimento. Internacionalmente, cristãos evangélicos tomaram este evento como um sinal do cumprimento da profecia do Livro de Joel da Bíblia, (Joel 2:28–31) que estava para acontecer. Joseph Smale, pastor da Primeira Igreja Batista em Los Angeles, foi pessoalmente a Gales para testemunhar o avivamento. No seu regresso a Los Angeles, tentou inflamar um evento similar em sua própria congregação. Sua tentativa, todavia, teve pouca duração, e finalmente deixou a Primeira Igreja Batista para fundar a Primeira Igreja do Novo Testamento, de onde continuou os seus esforços. Durante esse tempo, outros avivamentos em pequena escala estavam acontecendo em Minnesota, Carolina do Norte e Texas. Em 1905, houve relatos de falar em línguas, curas sobrenaturais, e uma significativa mudança de vida acompanhavam esses avivamentos. Quando esta notícia correu, os evangélicos por todo os Estados Unidos começaram a orar por avivamentos similares em suas próprias congregações.

### Los Angeles

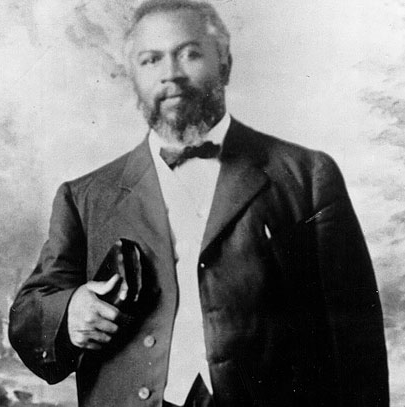
William J. Seymour, líder do avivamento da Rua Azusa.

Em 1905, William J. Seymour, 35 anos, filho de ex-escravos, foi um estudante do notório pregador pentecostal Charles Parham e pastor interino de uma pequena igreja de santidade em Houston, Texas. Neely Terry, uma mulher afro-americana que participou de uma pequena igreja  liderada por Julia Hutchins em Los Angeles, fez uma viagem para visitar alguns familiares em Houston ao final de 1905. Estando em Houston, ela visitou a igreja de Seymour, onde ele pregou que a evidência do batismo no Espírito Santo era o falar em línguas, embora ele mesmo não houvesse experimentado essa experiência. Terry ficou impressionada com o seu caráter e mensagem. De volta em sua casa na Califórnia, Terry sugeriu que Seymour fosse convidado para falar na igreja local. Seymour recebeu e aceitou o convite em fevereiro de 1906, recebendo ajuda financeira e a bênção de Parham para sua visita prevista para um mês.
Seymour chegou a Los Angeles em 22 de fevereiro de 1906, e por dois dias pregou na igreja de Julia Hutchins na esquina da rua Nona com avenida Santa fé. Durante seu primeiro sermão, ele pregou que falar em línguas era a evidência bíblica do batismo no Espírito Santo. No domingo seguinte, 4 de março, ele voltou a igreja e soube que Hutchins fechara a porta com um cadeado. Os anciãos da igreja não aceitaram o ensinamento de Seymour, principalmente porque ele não havia experimentado nenhuma bênção de que estava pregando. A condenação de sua mensagem também veio da Associação da Igreja de Santidade do Sul da Califórnia, com a qual a igreja estava filiada. Entretanto, nem todos os membros da igreja de Hutchins rejeitaram o ensinamento de Seymour. Ele foi convidado para se hospedar na casa de um membro da congregação, Edward S. Lee, e ali ele começou a fazer estudos bíblicos e reuniões de oração.

### Rua Bonnie Brae Norte

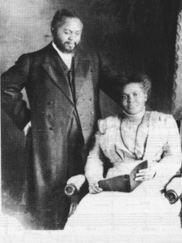
Seymour e sua esposa, Jennie.

Seymour e o seu pequeno grupo de novos seguidores se mudaram para a casa de Richard e Ruth Asberry, na rua Bonnie Brae Norte, 216. Famílias brancas das igrejas de santidade locais também começaram a participar. O grupo se reunia periodicamente e orava pelo batismo no Espírito Santo.  Em 9 de abril de 1906, depois de cinco semanas de pregação e de oração de Seymour, ao terceiro dia de um jejum de 10 dias, Edward S. Lee falou em línguas pela primeira vez. Em outra reunião, Seymour compartilhou o testemunho de Lee e pregou um sermão em Atos 2:4–4 e também outras seis pessoas começaram a falar em línguas, incluindo Jennie Moore, que mais tarde se tornaria a esposa de Seymour. Alguns dias depois, em 12 de abril, Seymour falou em línguas pela primeira vez, depois de orar toda a noite.

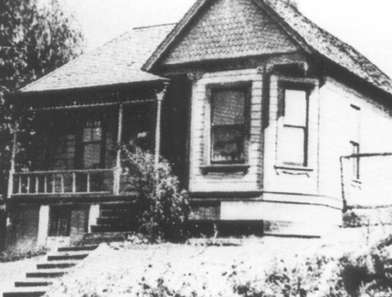
Casa da família Asberry na Rua Bonnie Brae Norte 216.

Notícias dos acontecimentos na rua Bonnie Brae Norte rapidamente circularam entre os afroamericanos, latinos e brancos residentes da cidade, e durante várias noites, muitos oradores pregariam para a multidão de curiosos e espectadores interessados da varanda da casa dos Asberry.Membros do público incluíam pessoas de um amplo aspecto de níveis de renda e formação religiosa.  Hutchins acabou falando em línguas quando toda a sua congregação começou a frequentar as reuniões.  Logo a multidão se tornou muito grande e todos estavam falando em línguas, gritando, cantando e gemendo.  Finalmente, a varanda caiu, forçando o grupo a buscar um novo lugar de reunião. Um morador do bairro descreveu os acontecimentos na Bonnie Brae Norte, 216 com as seguintes palavras:
Eles gritaram três dias e três noites. Era época da Páscoa.  As pessoas vinham de todas as partes.  Na manhã seguinte não havia modo de chegar perto da casa.  Assim que as pessoas entravam elas caíam sob o poder de Deus, e a cidade inteira se comoveu.  Gritaram tanto que a base da casa cedeu, mas ninguém ficou ferido.

## Rua Azusa

### Condições de William
O grupo da rua Bonnie Brae acabou encontrando um edifício disponível no número 312 da rua Azusa, que tinha sido uma Igreja Metodista Episcopal Africana no que era então uma parte do gueto negro da cidade.  O aluguel era de US$ 8,00 por mes. Um periódico se referiu a construção do centro de Los Angeles como um "barraco capenga."  Desde que a igreja saiu, o edifício tinha servido como casa de atacado, um depósito, uma madeireira, um curral de gado, uma loja de lápides, e havia sido usada mais recentemente como um estábulo com quartos para alugar no andar de cima.  Era um edifício pequeno, retangular de teto plano, de aproximadamente 18 m de largura e 12 m de comprimento, em sua totalidade de 446,52 m², coberta com ripas caiadas. O único sinal de que fora uma casa de Deus estava numa janela de estilo gótico sobre a entrada principal.
Sobras de madeira e gesso estavam espalhados por todos os lados, o local parecia um galpão no andar térreo. Contudo, o local foi averiguado e limpado para a preparação dos serviços. Eles realizaram sua primeira reunião em 14 de Abril de 1906. Os serviços eclesiásticos se realizaram no primeiro andar, onde os bancos foram colocados em um padrão retangular. Alguns dos bancos eram simplesmente pranchas colocadas em cima de barris vazios. Não havia nenhuma plataforma elevada, pois o teto tinha apenas dois metros de altura. Inicialmente, não havia púlpito. Frank Bartleman, um dos primeiros participantes do avivamento, recordou que "o irmão Seymour normalmente assentava-se atrás de duas caixas de sapato vazias, uma em cima da outra. Ele geralmente mantinha a cabeça concentrada durante a reunião, em oração. Não havia orgulho lá.... Em um prédio velho, com suas vigas baixas e chão nu...".
O segundo andar na agora chamada Missão de Fé Apostólica abrigava uma oficina e quartos para vários residentes como Seymour e sua nova esposa, Jennie.  Também tinha uma grande sala de oração para atender o excesso dos serviços do altar de baixo.  A sala de oração estava decorada com cadeiras e bancos feitos de tábuas do California Redwood, postos de ponta a ponta com cadeiras sem encosto.

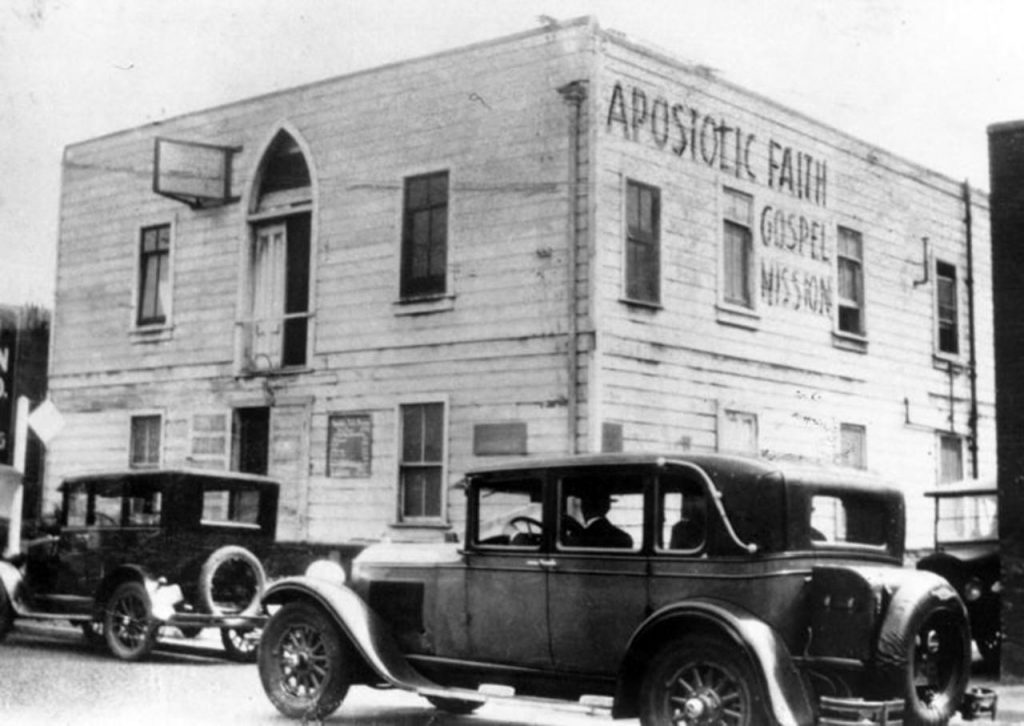
A Missão de Fé Apostólica na rua Azusa, considerada o berço do Pentecostalismo.

Em meados de maio de 1906, entre 300 e 1 500 pessoas tentaram se acomodar no edifício. Visto que os cavalos tinham recentemente saído do edifício, as moscas constantemente molestavam os assistentes. Gente de uma diversidade de antecedentes, se reuniam para adorar: homens, mulheres, crianças, negros, brancos, latinos, asiáticos, ricos, pobres, iletrados, e letrados.  Pessoas de todas as idades ajuntaram-se em Los Angeles tanto com ceticismo, como com desejo de participar. A mistura de raças e a motivação do grupo de mulheres na liderança chamava a atenção, haja vista que, 1906 foi o apogeu da  era Jim Crow da segregação racial, e as mulheres somente receberiam o sufrágio quatorze anos depois.

### Serviços e cultos
O culto na rua Azusa, 312 era frequente e espontâneo, com serviços em quase todas as horas. Entre os que foram atraídos ao avivamento não só estavam os membros do Movimento de Santidade, mas batistas, menonitas, quakers e presbiterianos. Um observador de um dos serviços escreveu estas palavras:
Nenhum instrumento músical foi usado.  Pois não eram necessários.  Nenhum coro de anjos foi ouvido por alguns no espírito. Nenhuma oferta foi recolhida.  Nenhum anúncio foi escrito para anunciar as reuniões. Nenhuma organização eclesiástica estava por trás disso. Todo aquele que está em contato com Deus logo que entra nas reuniões percebe que o Espírito Santo é o líder.
O Los Angeles Times não foi tão gentil em sua descrição:
As reuniões se realizam num barraco condenado na rua Azusa, e os partidários desta estranha doutrina praticam os mais fanáticos ritos, pregam as teorias mais loucas e eles mesmos funcionam num estado de louca excitação em seu zelo peculiar.  Gente de cor e uns quantos brancos compõem a congregação, e a noite se torna horrorosa no bairro por causa dos uivos dos fiéis, que passam horas se balançando para frente e para trás numa exasperante atitude de oração e súplica. Eles dizem ter o "dom de línguas" e ser capazes de entender este babel.
Charles Parham também foi afiado em sua crítica:
Homens e mulheres, brancos e negros, se ajoelham juntos ou caem uns sobre os outros; uma mulher branca, talvez com riqueza e cultura, podia se ver lançada aos braços de um 'homem negro', e permanecia firmemente assim se estremecendo e sacudindo em uma louca imitação do pentecostes. Horrível, uma vergonha terrível!.
A primeira edição da Fé Apostólica afirmou uma reação comum para a revitalização dos visitantes:
Pregadores orgulhosos e bem vestidos vem para 'investigar'.  Logo o seu aspecto importante é substituído com assombro, então vem a convicção, que muitas vezes num curto espaço de tempo você irá encontrá-los chafurdando no chão sujo, pedindo perdão a Deus e se tornando como criancinhas.
Entre relatos de primera mão estavam testemunhos de cegos tendo sua visão restaurada, doenças curadas instantaneamente, e imigrantes falando em alemão, yiddish, espanhol e todos falando em seu idioma natal para membros negros sem educação, que traduziam para o inglês com uma "capacidade sobrenatural".
Cantavam esporadicamente em uma capela ou de vez em quando em línguas. Havia períodos de silêncio prolongado. Assistentes ocasionalmente caíam no Espírito.  Os visitantes davam seu testemunho, e membros liam em voz alta os testemunhos que eram enviados para a missão por correio.  Havia oração pelo dom de línguas. Havia oração em línguas pelos enfermos, pelos missionário, e todas as petições eram apresentadas por assistentes ou enviadas por correio.  Havia pregação espontânea e apelos ao altar para salvação, santificação e batismo no Espírito Santo. Lawrence Catley, cuja família participara do avivamento, disse que na maioria dos serviços a pregação de Seymour consistia em abrir a Bíblia e os adoradores vindo à frente para pregar ou testificar como eles foram guiados pelo Espírito Santo. Muita gente continuamente gritava durante as reuniões. Os membros da missão nunca tomaram uma oferta, mas havia um recipiente perto da porta para qualquer pessoa que quisesse apoiar o avivamento. O núcleo básico da Missão da rua Azusa, nunca foi muito mais que 50-60 indivíduos, com centenas e milhares de pessoas que visitavam ou que permaneciam temporariamente ao longo dos anos.

### Crenças

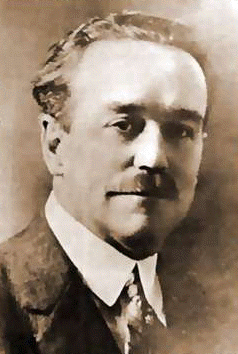
Charles Parham, professor de Seymour, que é considerado um dos fundadores do Pentecostalismo

Seymour e outros avivalistas da Missão de Fé Apostólica da Rua Azusa sustentaram cinco crenças básicas:
1. Salvação por fé;
2. Santificação (ou santidade) do crente;
3. Línguas como evidência do Batismo com o Espírito Santo;
4. Cura como parte da redenção;
5. O iminente retorno de Cristo.

### Charles Parham
Em Outubro de 1906, Charles Parham foi convidado a falar em uma série de reuniões na Rua Azusa, mas foi rapidamente dispensado. Muitas razões podem ser dadas para sua dispensa da Azusa. Em primeiro lugar, Parham tinha conflitos pessoais com Seymour e queria ser a figura de autoridade principal do movimento que estava tomando lugar, mas os líderes presidentes da Missão de Fé Apostólica demoraram em fazer algumas mudanças em seus métodos ou liderança.

### Críticas
Em uma cética reportagem de primeira página intitulada "A Babel de Línguas Estranhas", um repórter do Los Angeles Times tentou descrever o que seria conhecido como Avivamento da Rua Azusa. "Suspirando expressões estranhas e pronunciando um credo que ao que parece nenhum mortal são pode entender", começa a reportagem, "a mais recente seita religiosa teve início em Los Angeles". Outro repórter de um periódico local em setembro de 1906 descreveu os acontecimentos com as seguintes palavras:
... infame miscigenação de raças... elas choram e ficam uivando todo dia e noite. Correm, pulam, todas se sacodem, gritam com toda a sua voz, giram em círculos, caem se sacudindo no chão coberto de serragem, chutando e rolando tudo sobre si. Alguns desmaiam e não se movem durante horas como se estivessem mortos. Essas pessoas parecem estar loucas, mentalmente perturbadas ou sob um feitiço. Elas afirmam estar cheias do espírito. Elas têm um negro caolho e iletrado como o seu pregador que fica de joelhos a maior parte do tempo com a cabeça escondida entre as caixas de leite de madeira. Ele não fala muito, mas às vezes ele pode ser ouvido gritando 'arrependei-vos', e ele acha que está fazendo isso... Eles cantam repetidamente a mesma canção, 'O Consolador Chegou'.
Os assistentes das reuniões eram às vezes descritos como "Roladores Santos", "Saltadores Santos", "Línguas presas" e "Espiritistas Santos." Notícias foram publicadas em todo os EUA e ao mundo sobre os acontecimentos estranhos em Los Angeles.

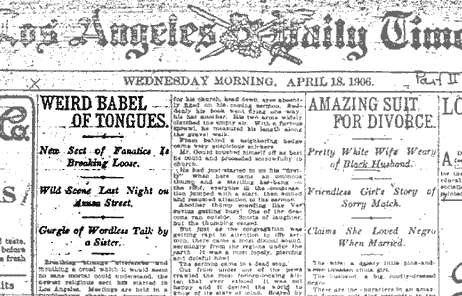
LA Times artigo criticando o comportamento dos avivalistas na Rua Azusa.

Cristãos de várias tradições foram críticos, dizendo que o movimento era hiperemocional, a Escritura mal usada e o foco sobre Cristo foi perdido pela sobre-ênfase no Espírito Santo. Dentro de pouco tempo ministros estavam alertando suas congregações para ficarem longe da Missão da Rua Azusa. Alguns chamaram a polícia e tentaram fazer com que o prédio fosse fechado.

## Legado
Em 1913, o avivamento da rua Azusa havia perdido o impulso, e por volta de 1915 a maior parte da atenção da mídia e as multidões havia ido. Seymour ficou lá com sua esposa, Jennie, pelo resto de suas vidas como pastores da pequena congregação afro-americana, embora muitas vezes ele tivesse feito viagens curtas para ajudar a estabelecer outros avivamentos menores. Depois de Seymour ter morrido de um ataque do coração em 28 de setembro de 1922, Jennie liderou a igreja até 1931, quando a congregação perdeu o edifício.
O prédio foi demolido e substituído pelo que se tornou o Centro Cultural e Comunitário Nipo-Americano de Los Angeles, após ter sido perdido para a hipoteca em 1938.